# Ton van der Kroon
Ton van der Kroon (1945) è un ex cestista olandese.

## Carriera
Con i Paesi Bassi ha disputato i Campionati europei del 1967.